# Horst Sturm
Horst Sturm (Geltow, 13 de mayo de 1923-Berlín, 22 de diciembre de 2015) fue un fotógrafo alemán, reportero de la agencia Allgemeiner Deutscher Nachrichtendienst, uno de los más exitosos de la República Democrática Alemana (RDA).

## Vida
Su padre le regaló su primera cámara fotográfica cuando cumplió once años. Cuando terminó la escuela comenzó a estudiar fotografía.
Durante la Segunda Guerra Mundial fue encargado de señales en una división de dragaminas de la Kriegsmarine. Después de que la tripulación de su barco se negara a abandonar Bremerhaven poco antes del fin de la guerra fueron todos condenados a muerte por Hans Filbinger. Gracias al veto soviético después de la guerra su pena se redujo a un año de condena.
Finalizada su pena regresó a Berlín, donde a partir de 1949 empezó a trabajar como autónomo realizando fotografías de eventos importantes para poder publicarlas en periódicos. Su foto de la firma del Acta de Helsinki donde aparecían Erich Honecker, Helmut Schmidt, Gerald Ford y Bruno Kreisky se volvió famosa.
Fue cofundador en 1965 del grupo de fotógrafos SIGNUM. Fue maestro de muchos fotógrafos, que de forma cariñosa le llamaban «Käpt’n».